# Acidalia Planitia
Acidalia Planitia és una plana de Mart. S'hi troba entre la província volcànica de Tharsis i Arabia Terra, situant-se al nord de Valles Marineris i entorn de les coordenades 49.8° N 339.3° I. La major part d'aquesta regió s'hi troba dins del quadrangle Mare Acidalium, però una petita part pertany al quadrangle Ismenius Lacus. La plana conté la famosa regió de Cydonia Mensae, que s'hi troba en una zona de contacte amb territoris de major altitud densament coberts de cràters.
La plana es diu així a causa d'una formació d'albedo que apareix en un mapa de Giovanni Schiaparelli, la qual, al seu temps, va ser batejada a partir d'una referència mitològica: la font Acidalia. Alguns llocs de Acidalia Planitia exhibeixen formacions còniques que alguns investigadors han suggerit que podrien ser volcans de fang.

## Quebrades
Les quebradas marcianes són xarxes petites i pronunciades de canals estrets juntament amb els dipòsits de sediments associats a les mateixes i que s'acumulen vessant a baix. S'hi troben al planeta Mart. Es diuen d'aquesta manera a causa de la seva semblança amb les quebrades de la Terra. Van ser descobertes a partir d'imatges de la sonda Mars Global Surveyor i solen trobar-se en vessants pronunciats, especialment en les parets dels cràters. Normalment cada quebrada consta d'una formació dendrítica a la seva capçalera, un delta en forma de ventall a la seva base i un canal enfonsat que connecta a tots dos, el que resulta en un conjunt que assembla la forma aproximada d'un rellotge de sorra. Hom creu que es tracta de formacions relativament recents perquè presenten pocs cràters o cap. Es pot trobar una subclasse d'aquestes quebradas a les dunes de sorra que, al mateix temps, es consideren bastant recents. A causa de la seva forma, aspecte, posició i ubicació entre formacions que hom creu que són riques en gel d'aigua, així com la seva presumpta interacció amb les mateixes, molts investigadors van estimar que l'aigua líquida va participar en la formació d'aquestes quebrades. No obstant això, se segueix investigant activament aquest assumpte.

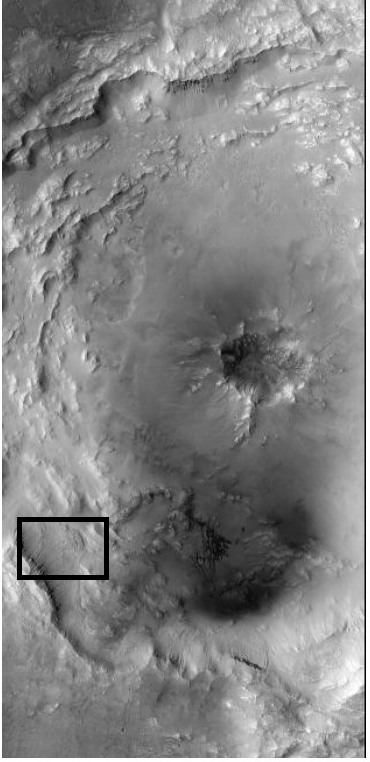
Context de la següent imatge del cràter Bamberg. El rectangle mostra d'on es pren la imatge següent. Aquesta és una imatge CTX de la Mars Reconnaissnce Orbiter.
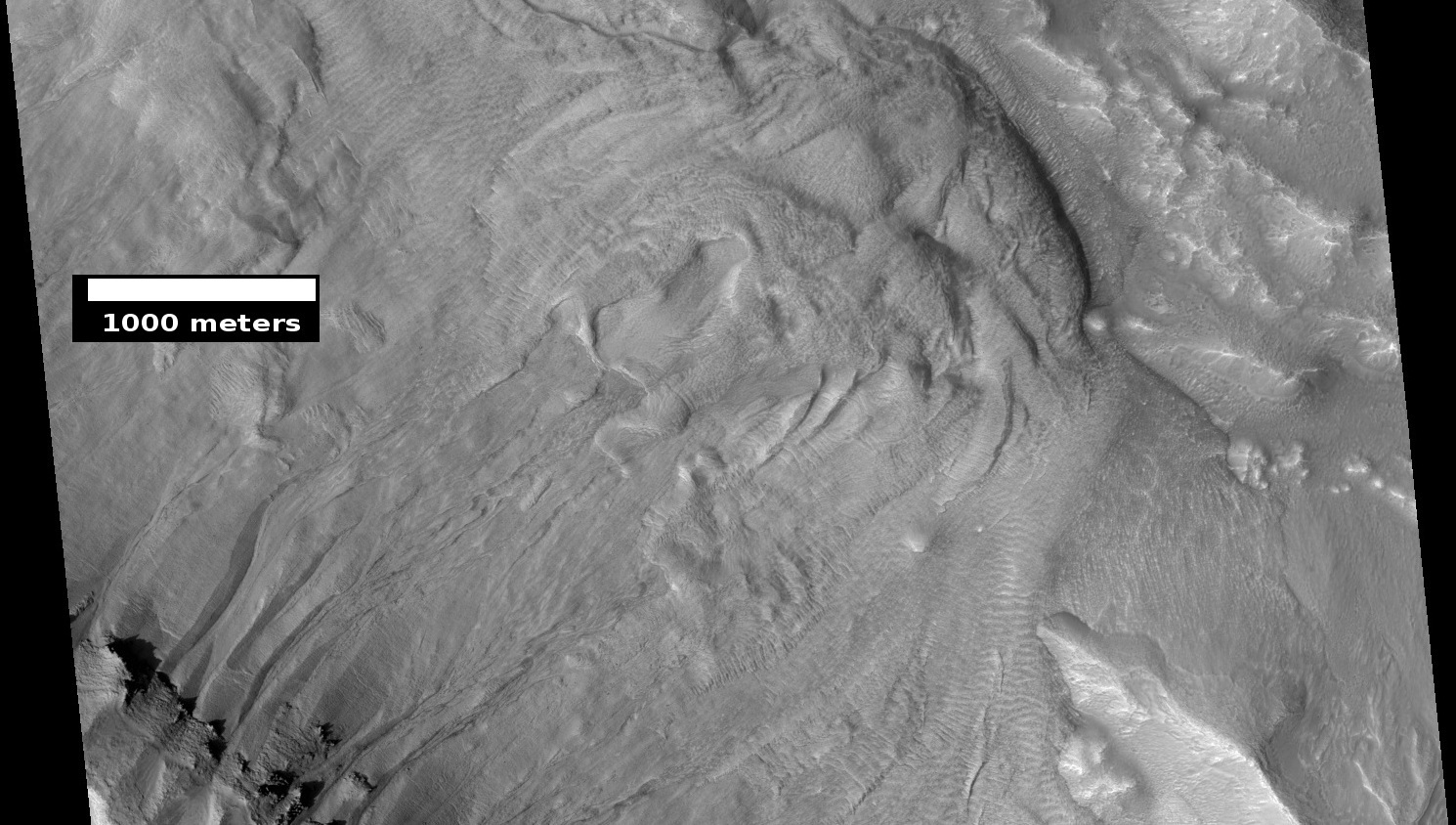
Quebradas i grans fluxos de materials vistos des de l'HiRISE sota el programa HiWish. S'amplien les quebrades en les següents dues imatges. La ubicació és el cràter Bamberg.
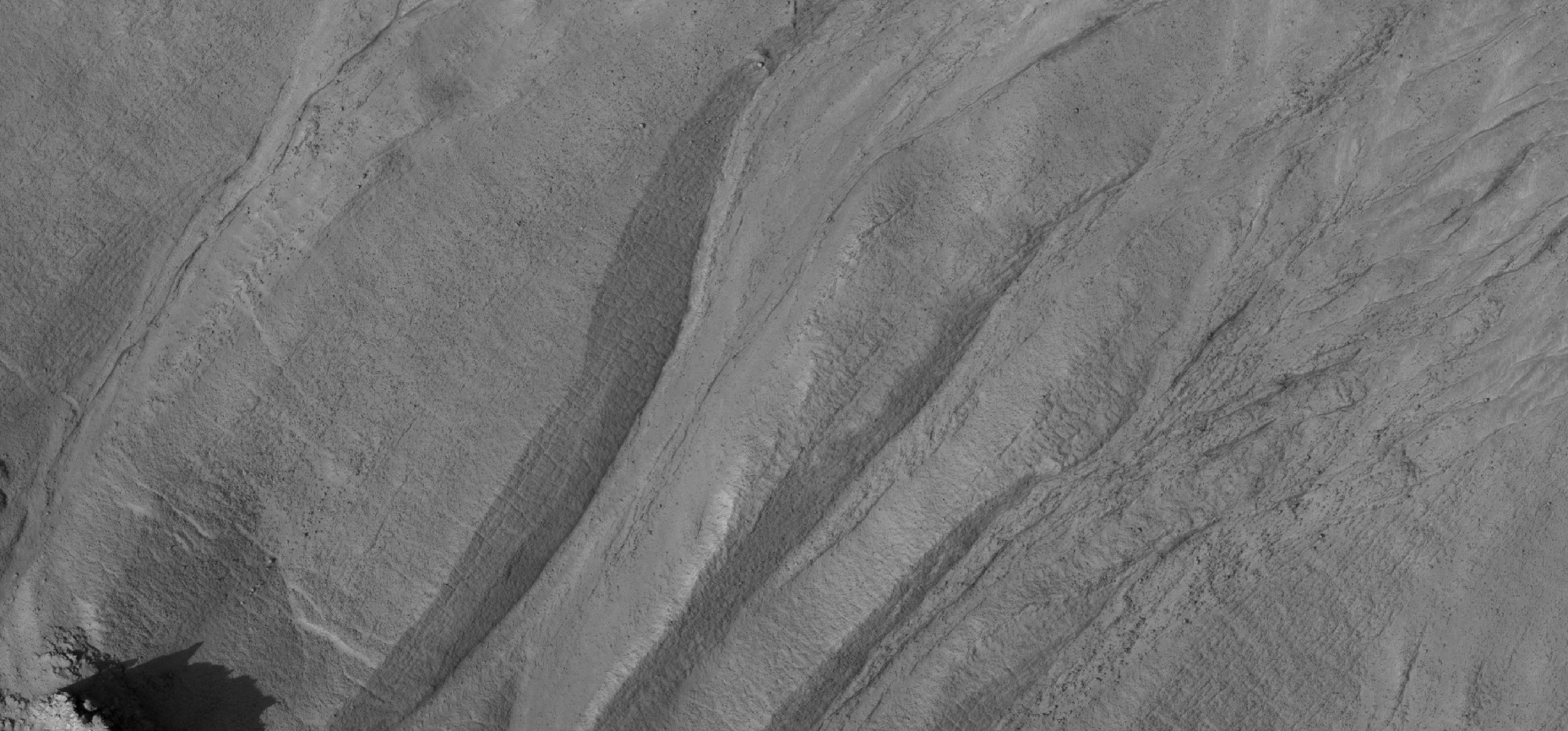
Detall d'algunes quebrades vistes des de l'HiRISE sota el programa HiWish.
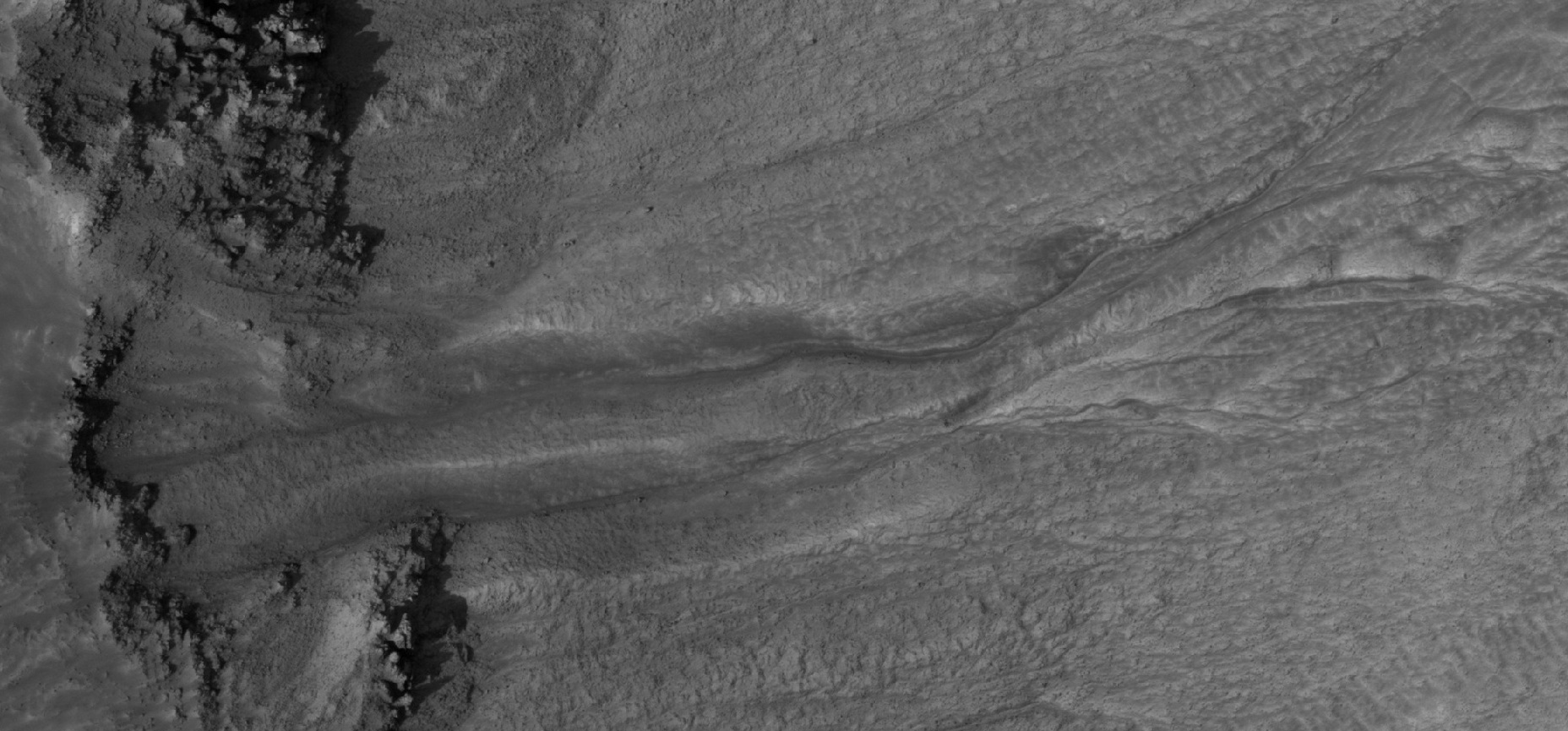
Detall d'una altra quebrada en la mateixa imatge de l'HiRISE. Imatge obtinguda sota el programa HiWish.
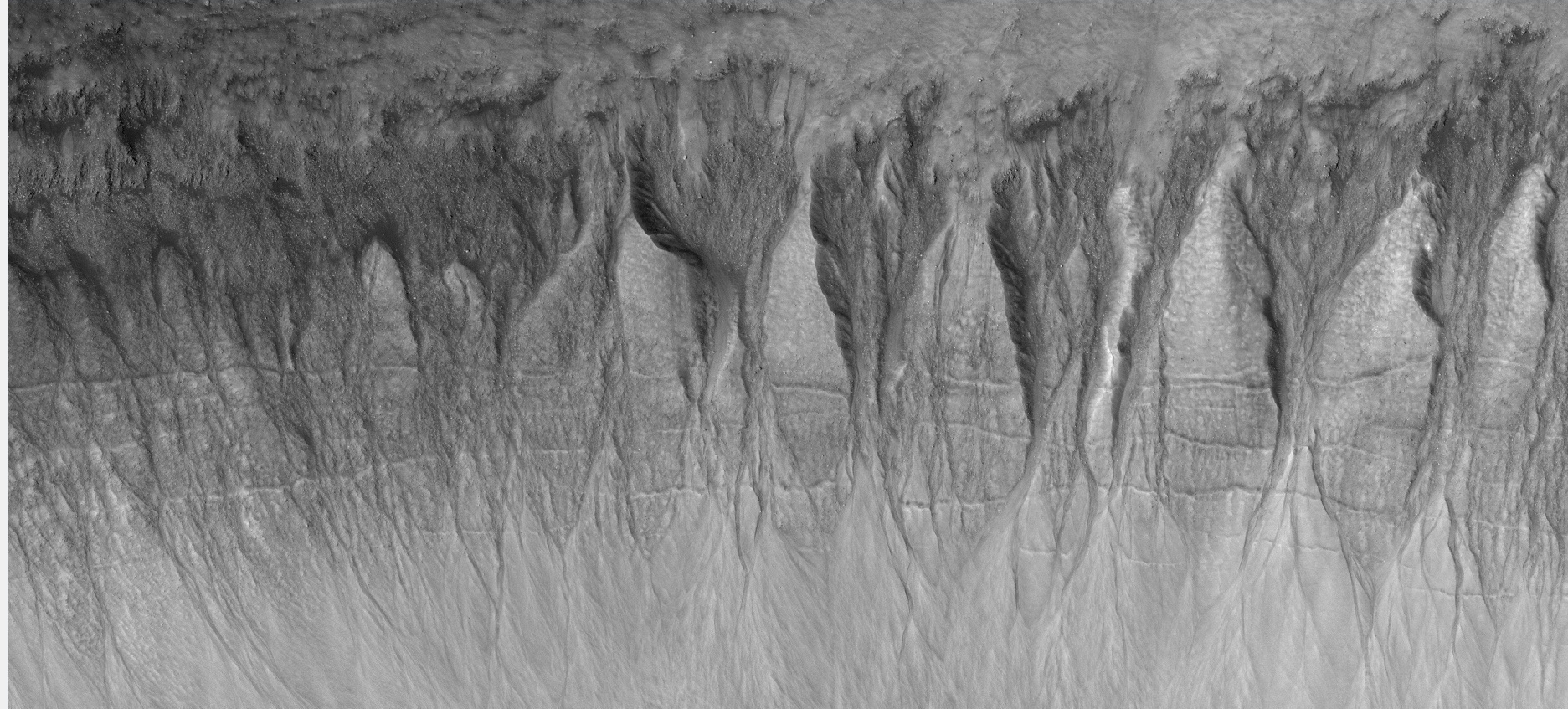
Quebradas vistes des de l'HiRISE sota el programa HiWish.
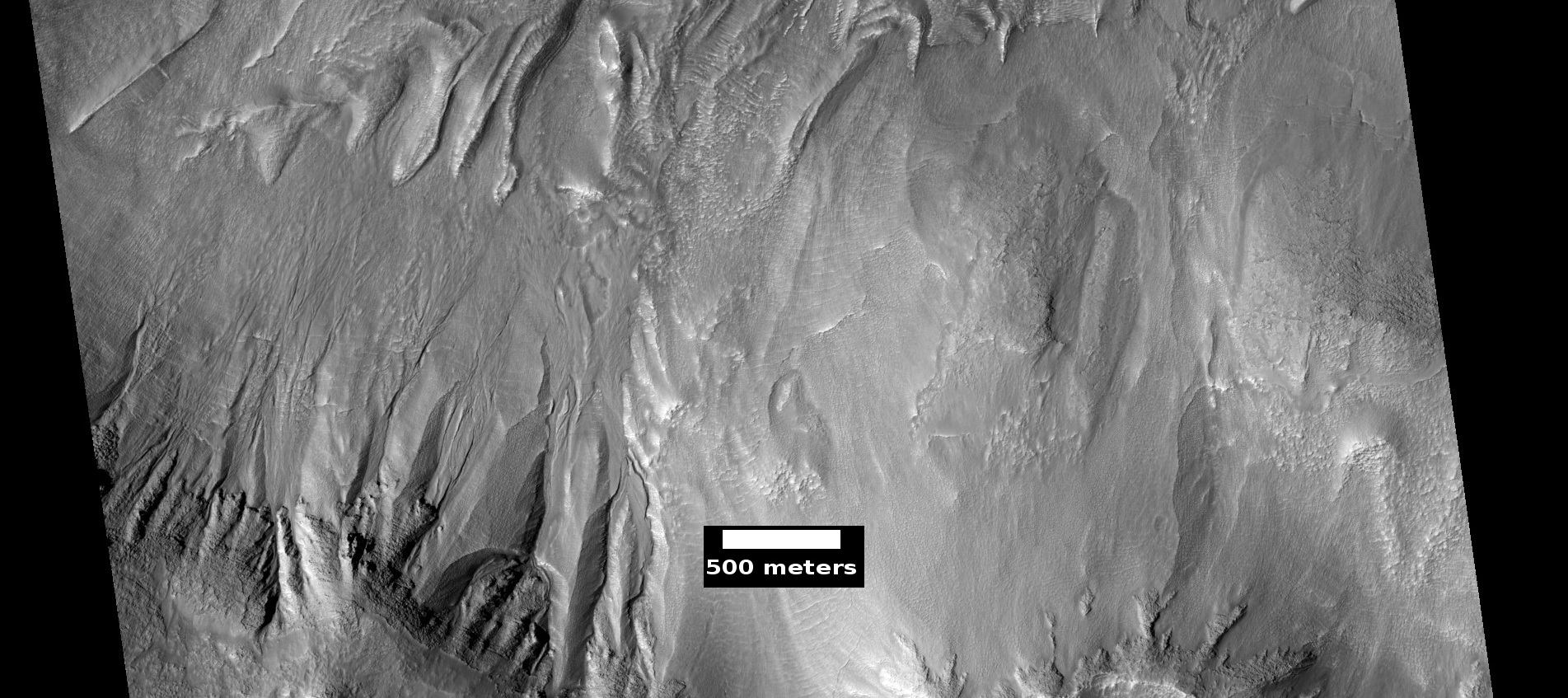
Quebradas en un cràter vistes des del HiRISE sota el programa HiWish.
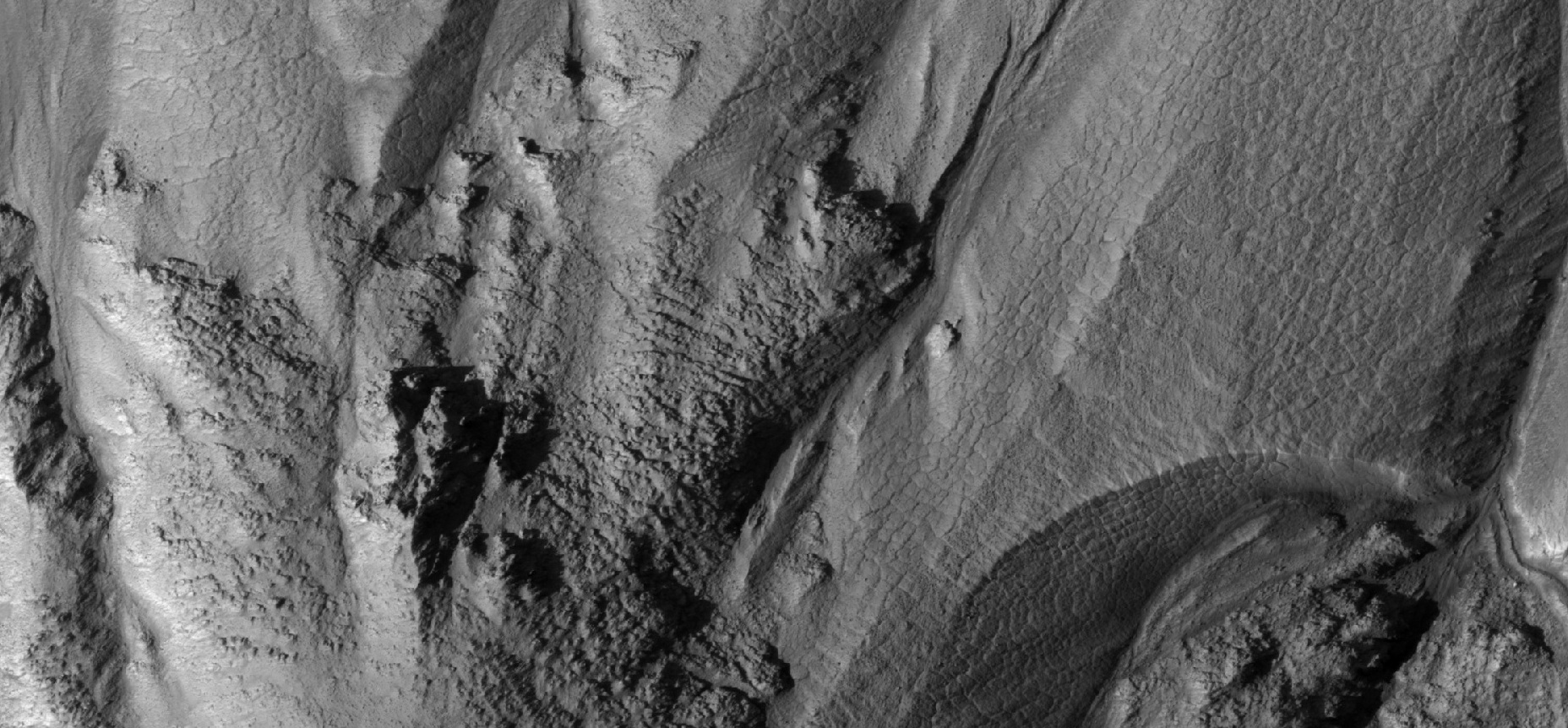
Detall de les quebradas en un cràter de la imatge anterior. Imatge obtinguda des del HiRISE sota el programa HiWish. Es veuen fàcilment els polígons; hom creu que són producte de la congelació i fusió de gel que es troba a terra.
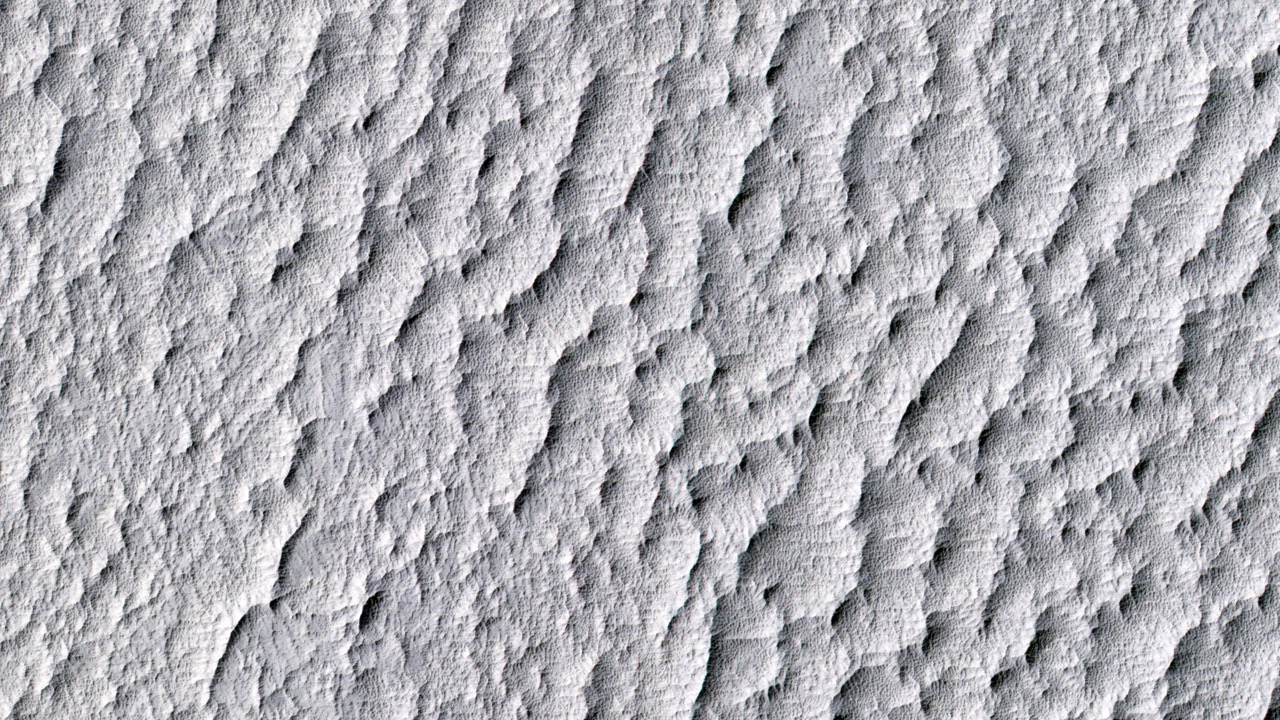
The Martian (2015 film) - Missió Ares III - Lloc d'aterratge marcià (regió de Acidalia Planitia).
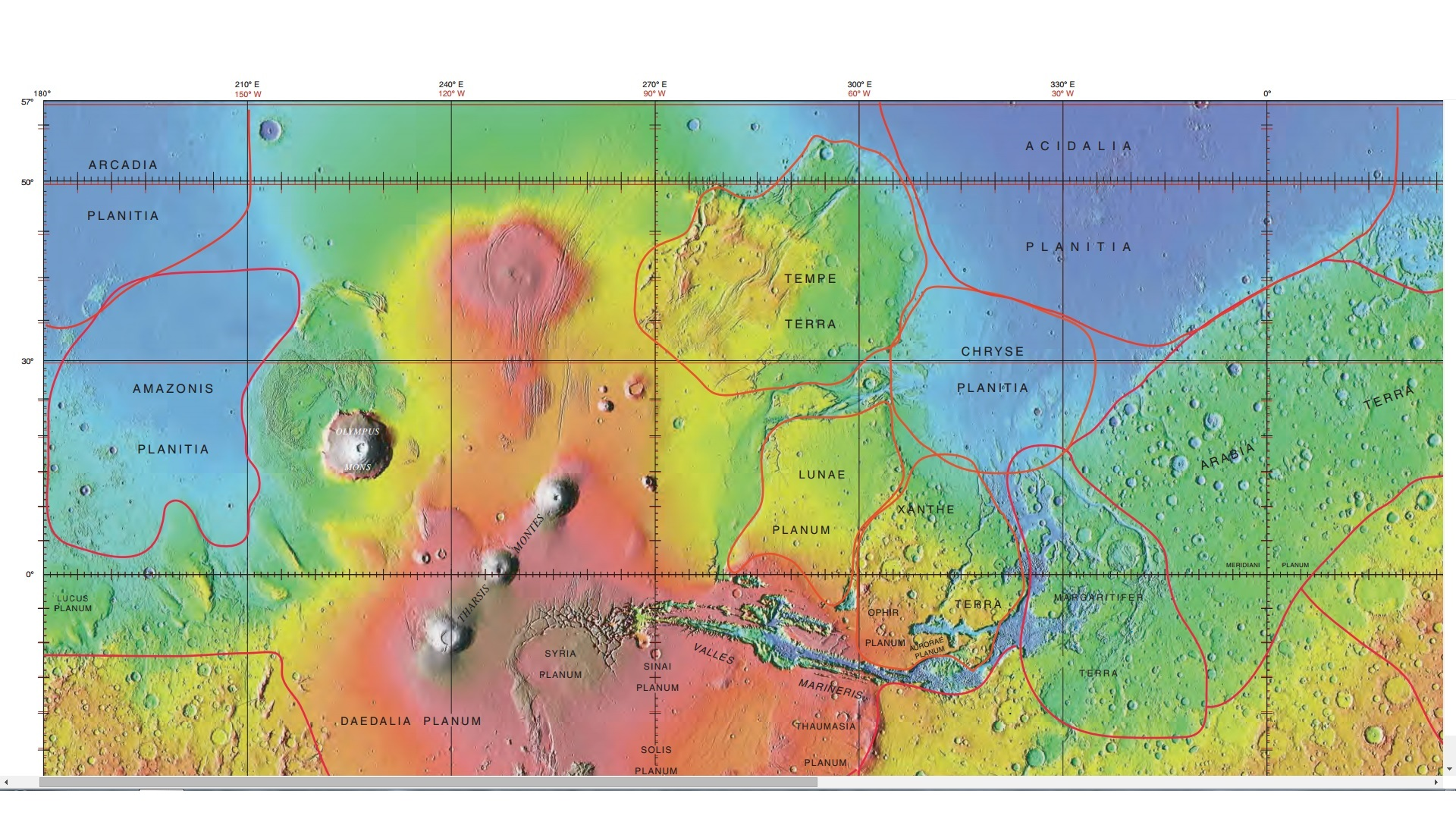
Mapa MOLA que mostra els límits de Acidalia Planitia i altres regions.
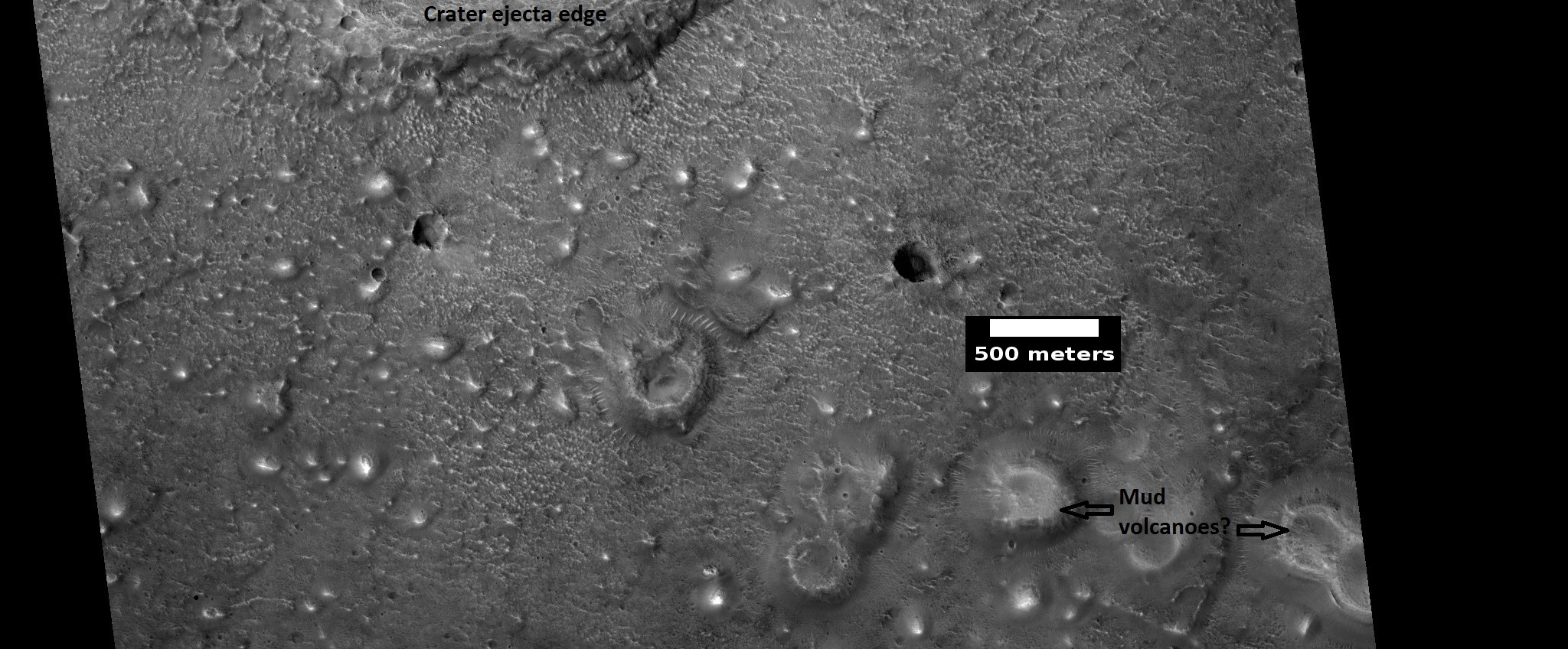
Possibles volcans de fang situats a prop de la vora de l'eyecta de cràter proper vistos des del HiRISE sota el programa HiWish.
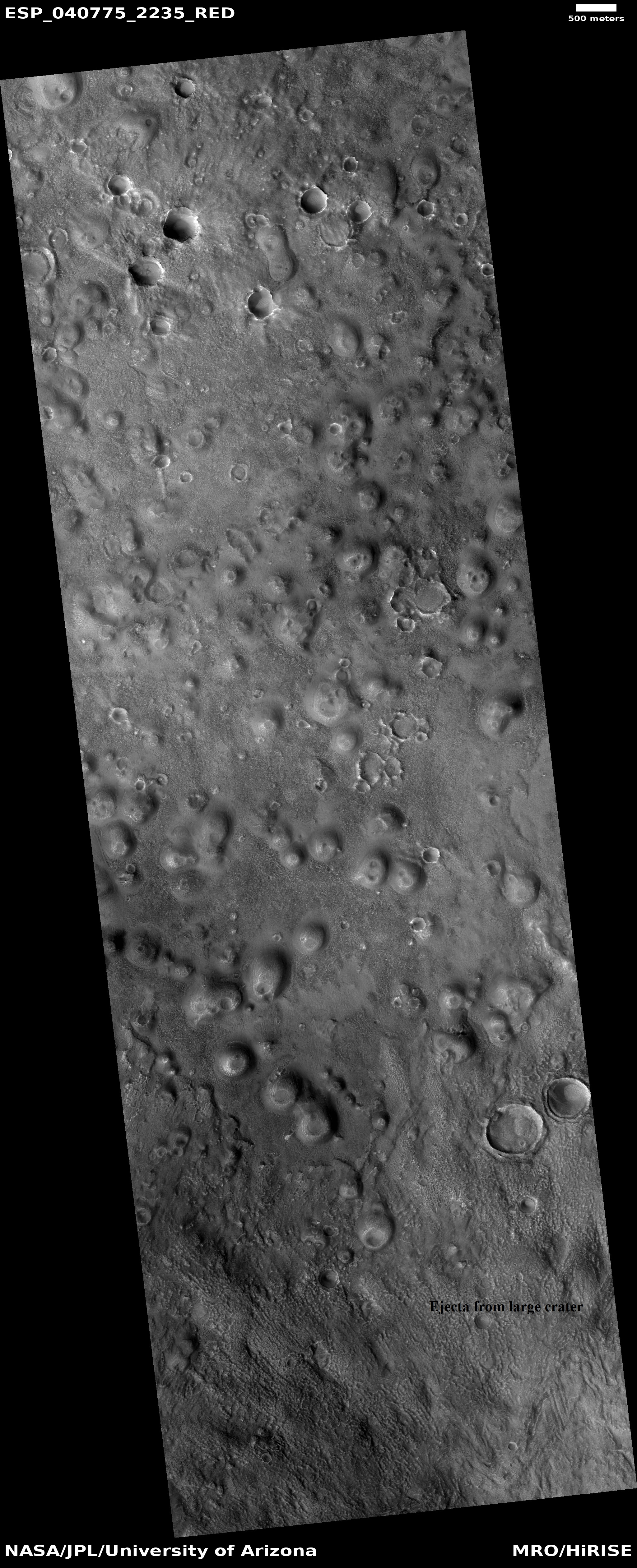
Extens camp de cons que podrien ser volcans de fang vistos des del HiRISE sota el programa HiWish.
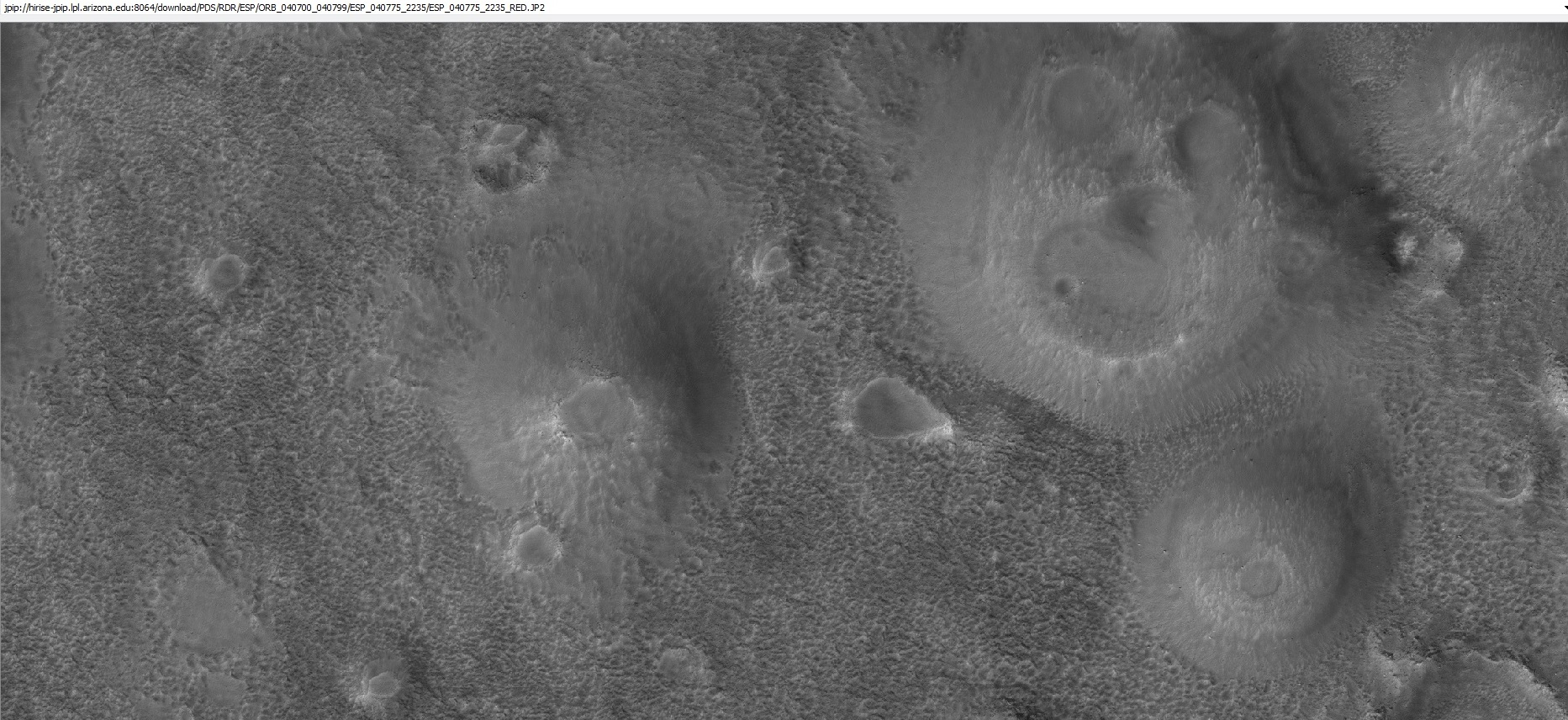
Detall de possibles volcans de fang vistos des de l'HiRISE sota el programa HiWish. Nota: aquesta és una ampliació de la imatge prèvia.

## A la cultura popular
En la novel·la El marcià d'Andy Weir i la seva corresponent adaptació cinematogràfica en 2015, Acidalia Planitia és el lloc d'aterratge marcià de la missió Ares 3 on el protagonista queda abandonat a la seva sort arran d'una enorme tempesta.